# Apodiformes
Apodiformes este un ordin, sau grupare taxonomică, de păsări care conținea în mod tradițional trei familii – Apodidae (drepnele), Hemiprocnidae și Trochilidae (colibri). În taxonomia Sibley-Ahlquist, acest ordin este ridicat la superordinul Apodimorphae, în care colibrii sunt separați într-un nou ordin, Trochiliformes. Cu aproape 450 de specii identificate până în prezent, acesta este cel mai divers ordin de păsări după Passeriformes.

## Taxonomie
ORDINUL APODIFORMES
- Familia †Aegialornithidae (Lydekker, 1891)
  - Genul †Primapus (Harrison & Walker, 1975)
  - Genul †Aegialornis (Lydekker, 1891)
- Subordinul Apodi
  - Genul †Procypseloides (Harrison, 1984)
  - Genul †Laputavis (Dyke, 2001)
  - Genul †Scaniacypselus (Harrison, 1984)
  - Familia †Eocypselidae (Harrison, 1984) 
    - Genul †Eocypselus (Harrison, 1984)

  - Familia Hemiprocnidae (Oberholser, 1906)
  - Familia Apodidae (Olphe-Galliard, 1887)
- Subordinul Trochili
  - Genul †Palescyvus (Karchu, 1988)
  - Familia †Cypselavidae Mourer-Chauviré, 2006) 
    - Genul †Argornis (Karchu, 1999)
    - Genul †Cypselavus (Gaillard, 1908)
    - Genul †Parargornis (Mayr, 2003)

  - Familia †Jungornithidae (Karchu, 1988) 
    - Genul †Jungornis (Karchu, 1988)

  - Familia Trochilidae (Vigors, 1825) (colibri)